# On a tué mes enfants (téléfilm)

On a tué mes enfants (Small Sacrifices) est une mini-série américaine réalisé par David Greene en 1989 et diffusé le 7 juin 1991.
Ce film est inspiré du livre d'Ann Rule, On a tué mes enfants. Le document retrace l’histoire de Diane Downs, condamnée pour infanticide après la nuit du drame survenu en 1983.

## Synopsis
Une femme perd ses enfants à la suite d'une tentative de car-jacking. Très vite, la police a des doutes sur sa version des faits...

## Fiche technique
- Titre original : Small Sacrifices
- Réalisation : David Greene
- Scénario : Ann Rule, Joyce Eliason
- Durée : 160 minutes
- Pays :  États-Unis

## Distribution
- Farrah Fawcett (VF : Béatrice Delfe) : Diane Downs
- Gordon Clapp : Détective Doug Welch
- Ryan O'Neal (VF : Patrick Poivey) : Lew Lewiston
- John Shea (VF : Bernard Tiphaine) : Procureur Frank Joziak
- Emily Perkins (VF : Barbara Tissier) : Karen Downs
- Garry Chalk : Boyd Paul Downs
- Ken James : Daryl Chapman
- Sean McCann (VF : William Sabatier) : Russell Wells
- Garwin Sanford (VF : Daniel Russo) : Matt Jensen
- Tom Butler
- Elan Ross Gibson : Rosalind Dyring
- Lynne Cormack : Lola Joziak
- Jayne Eastwood : Evelyn Slaven
- Christopher Caravalho : Robbie Downs
- Vicki Wauchope : Shauna Downs
- Maxine Miller : Verla Mae Wells
- Graham McPherson : Juge Foote
- Candice Elzinga : Judy Patterson
- Colin Fox : Jim Pex
- Karen Gartner : Chris Rosage
- Tom Banks : Pat Herton
- Julie Bond : Reporter
- Steve Borowsky : Jury Foreman
- Robert Corness : chirurgien
- Kirk Grayson : Rosie Martin
- Walter Kaasa : Psychiatre
- Judy Mahbey : Shelby Day
- Paul McGassey : Garde
- Peter McNab : Dr. Wilhoite
- Patricia Phillips : Nora Levinston
- Barbara Reese : une voisine
- Julie Rhodes : infirmière
- George R. Robertson : Dr. Mackey
- Dennis Robinson : Joseph Inman
- Bob Roitblat : Reporter
- Lisa Rudolph : infirmière
- Timothy Sell : l'étranger
- Alana Stewart : une voisine
- John Wright : Officier Police
- Chad Cole : Piano Kid
- John B. Lowe
- Alex Zahara : Mourner

 Source et légende : version française (VF) sur RS Doublage et selon le carton du doublage français télévisuel.